# Comissió d'Afers Exteriors (Unió Europea)
La Comissió d'Afers Exteriors (AFET) és una de les 22 comissions i subcomissions del Parlament Europeu. Tal com indica el seu nom, s'ocupa dels afers exteriors de la Unió Europea en nom del Parlament.
En formen part:
- la Subcomissió de Drets Humans (DROI)
- la Subcomissió de Seguretat i Defensa (SEDE)

També té una delegació a l'OTAN.

## Membres

### Primera meitat de la VIILegislatura
| Nom                | Funció        | Estat   | Grup    |
| ------------------ | ------------- | ------- | ------- |
| Gabriele Albertini | President     | Itàlia  | PPE     |
| Fiorello Provera   | Vicepresident | Itàlia  | ELD     |
| Ioan Mircea Paşcu  | Vicepresident | Romania | S&D     |
| Dominique Baudis   | Vicepresident | França  | PPE     |
| Jean-Luc Mélenchon | Vicepresident | França  | EUE/EVN |

### Segona meitat de la VIILegislatura
| Nom               | Funció        | Estat    | Grup |
| ----------------- | ------------- | -------- | ---- |
| Elmar Brok        | President     | Alemanya | PPE  |
| Fiorello Provera  | Vicepresident | Itàlia   | ELD  |
| Ioan Mircea Pașcu | Vicepresident | Romania  | S&D  |
| Andrei Kovàtxev   | Vicepresident | Bulgària | PPE  |
| Pino Arlacchi     | Vicepresident | Itàlia   | S&D  |